# Zap Collège
Zap Collège est une bande dessinée française créée par 
Téhem et publiée aux éditions Glénat. La série a été publiée pour la première fois en 2001 dans le magazine Okapi et commercialisé en un premier volume intitulé Premières Classes en janvier 2002. La bande dessinée a été adaptée en une série d'animation. La série relate l'histoire du collège Claude François et de, plus particulièrement, l'une de ses classes, la 4e E avec à sa tête, le délégué de classe, Jean-Eudes.

## Albums
Le premier album a été traduit en italien et publié par EMP.
1. Premières Classes, janvier 2002[1].  Alph-Art jeunesse 9-12 ans au festival d'Angoulême 2003
2. Deuxième Service, janvier 2004
3. Kalibar blues, septembre 2005
4. Viva Grésil, septembre 2007
5. Technocollège, septembre 2009
6. Un Empire de carton, mai 2012
7. Le Roman de Makar, janvier 2014
8. Régime de champion, mars 2016[2]

### Place dansOkapi
Les deux premiers albums sont composés de gags en une page, qui étaient prépubliés au rythme d'une page par numéro dans le journal Okapi. Les suivants sont des aventures complètes, qui paraissaient dans Okapi par épisodes de plusieurs pages. Les albums sont édités par Glénat.
Le huitième album, Régime de champion, est publié sous forme d'épisodes dans Okapi à partir du 15 juin 2015.
Les personnages de Zap collège participent également aux pages éditoriales du journal, même quand la bande dessinée n'y est pas présente. Dans le numéro 972, ils illustrent le dossier sur l'orientation scolaire. Dans le numéro 986, le dossier sur les astuces scolaires.

### Clins d'œil
À partir du tome 3, Brett Mac Ewan, globe-trotter et guide-catastrophe de la série Lovely Planet apparaît dans chaque tome. Lovely Planet est une série également dessinée par Téhem, dans laquelle les pays représentés parodient les clichés sur des pays célèbres. Dans le tome 4, Jean-Eudes vit au Grésil, un pays caractérisé par sa passion du football, et dont l'équipe nationale a des maillots jaunes et une revanche à prendre sur la France (voir finale de la Coupe du monde de football de 1998). Dans le tome 5 de Zap Collège, Jean-Eudes visite le Yapon, un pays caractérisé par son amour des nouvelles technologie, mais qui accorde une place importante à ses sanctuaires bouddhistes traditionnels. On reconnaît le Japon. Dans le tome 8, c'est le Watar, petit pays richissime qui dépense des fortunes pour attirer le mondial de « dumball » (comme le Qatar accueillant le handball puis le football).
La série envoie souvent des hommages à des œuvres plus connues. Dans le tome 5, Eddy s'imagine devenir le « skater de bronze », version affaiblie du Surfer d'Argent. Dans le tome 6, Eddy emmène Écoline visiter le « club des collés disparus ». Sur un mur, on voit un portrait de Petit Gibus.
Toujours dans le tome 6, Écoline hurle « Indignez-vous ! » pour inciter les habitants du Kiristan à se rebeller contre leur dictateur.

## Dessin animé
Zap Collège a été adapté en une série d'animation réalisée par François Perreau à partir de 2006 et diffusée pour la première fois sur la chaîne télévisée Canal J dans l'émission Total BD à partir du 21 mars 2007 puis rediffusée sur M6 dans l'émission M6 Kid. La série ne compte qu'une seule saison de 52 épisodes.

### Liste des épisodes
1. Il faut sauver la 4eE !
2. La saison des amours
3. Le presque délégué de classe
4. Maria
5. La guerre des sacs
6. La 4eE se met au vert
7. La journée de la générosité
8. La CPE décompresse
9. La 4eE fait son cinéma
10. La fête du collège
11. Collège à la une
12. Fermé pour travaux
13. Du sang froid !
14. L'abominable classe de neige
15. Jiheu la terreur (écrit par Franck Salomé)
16. Le mystère des tags jaunes
17. Lutte des classes
18. Prof toi même
19. Zapum Collegeum
20. C'est pas la fête quand on est malade !
21. Un pain sur les planches
22. Eddy la guimauve
23. Bilboquet fever
24. Jiheu est amoureux
25. Victor superstar
26. Chasse au gaspi
27. La 4eE passe son permis
28. Mauvaise pousse
29. Le fantôme du collège (écrit par Franck Salomé)
30. Les champions de la science
31. Jiheu merci !
32. Big sister is watching you
33. Tarzan et ses drôles de championnes
34. Le collège de tous les records
35. Cybervictor
36. La 4eE reste en famille
37. Le destin d'Hayat
38. Sauvez Virginie !
39. Opération séduction
40. Ça va tacler
41. Hayat attaque !
42. Un collège en trompe-l'œil
43. La 4eE contre la bête
44. La 4eE se met en ligne
45. Évaluation finale
46. Salle 217
47. Mes ex meilleures copines
48. Collège tous risques
49. Da Collegium Code
50. Reçu 5 sur 5
51. Coup de jeune pour Godard

### Voix françaises
- François Creton : Jean-Eudes Prunier
- Frédéric Popovic : Eddy, Pierre-Emmanuel surnommé le Mutant
- Jessica Barrier : Écoline
- Gwenaëlle Julien : Hayat, Pat
- Jean-Marco Montalto : Victor
- Patrick Pellegrin : Monsieur Froutch, Rony
- Julie André : la CPE
- Frédéric Souterelle : Monsieur Godard, "Tarzan" le professeur de sport, Thierry
- Florence Dumortier : Virginie
- Laure Hurlin, Patrick Noérie : voix additionnelles

## Personnages

### Principaux
- Jean-Eudes Prunier : surnommé « Jiheu » par ses camarades, son père est secrétaire d'État puis ambassadeur. Il est le héros de la série. Issu d'un milieu aisé, il a fréquenté un collège réservé aux riches, nommé Saint-Exubérant, avant d'arriver dans le collège Claude François, où se déroule l'essentiel des évènements de Zap Collège. Responsable et très impliqué dans la vie scolaire, Jean-Eudes se fait remarquer par sa forte présence tant dans la médiation entre les professeurs et les élèves que dans la recherche de motivation de ses camarades.
- Écoline, parfois surnommée « Éco ». Elle est la meilleure amie de Jean-Eudes depuis qu'elle l'a pris sous son aile pour l'aider à s'intégrer dans un collège populaire. Elle a un très mauvais niveau scolaire, mais est très populaire (son petit frère dit même que tous se dispute pour être ami avec lui juste à cause de leur lien de parenté). Même s'ils ne se l'ont jamais déclaré, il est évident qu'elle et Jean-Eudes sont amoureux : dans le tome 4, ils se guérissent mutuellement juste en se voyant. Elle est aussi très jalouse des autres filles qui draguent Jean-Eudes.
- Eddy : il est l'ami de Jean-Eudes qui traine avec Victor,il est facilement reconnu grâce à son bonnet rouge qu'il porte tout le temps sur sa tête. Il frappe toute personne lui manquant de respect, à lui ou à ses amis.
- Victor : Victor est l'ami de Jean-Eudes qui traine avec Eddy, il porte un t-shirt rouge et blanc et une casquette bleue. Il est très gourmand.
- Hayat : Hayat, meilleure amie d'Écoline. Elle porte un pull rose et souffre d'obésité. Elle confond souvent les proverbes. Ses petits frères l'agacent énormément.
- Le mutant : il est le meilleur de sa classe dans toutes les matières, même en sports et en arts plastiques, contrairement au stéréotype sur les premiers de la classe. Il porte des lunettes. Même s'il peut être utile à la bande de Jean-Eudes, ceux-ci ne l'apprécient pas (il est le rival d'Écoline pour le poste de délégué dans le tome 4). Son vrai nom est Pierre-Emmanuel dans le dessin animé, Jasper dans les bandes dessinées.

### Autres
- François-Xavier : petit frère de Jean-Eudes. Suivant la même logique que son frère, il est surnommé « Efix ». Il est bien plus égoïste que Jean-Eudes, et contrairement à lui, ne s'intéresse pas aux pays où leur père est envoyé en mission.
- Éléanore : présente dans les tomes 4 et 5 de la bande dessinée. Élue déléguée de classe uniquement parce qu'elle est jolie. Dans le tome 5, elle tente de séduire Jean-Eudes, qui finalement choisit de l'abandonner pour conserver l'amitié du groupe d'Écoline.
- Brett Mac Ewan : globe-trotter français contributeur au guide de voyage Lovely Planet (parodie à Lonely Planet), apparaît dans les tomes 3 à 6 de la bande dessinée. Il s'improvise parfois guide des pays qu'il visite. Il provoque systématiquement des catastrophes, et provoque plusieurs fois la fermeture des relations diplomatiques de pays avec la France. Seul Jean-Eudes a appris à se méfier de lui. Dans le tome 6, il joue un rôle positif en secourant les collégiens et en médiatisant la révolution.